# Église Santa Maria d'Istanbul
Ne doit pas être confondu avec église Sainte-Marie-Draperis.
L'église Santa Maria d'Istanbul, (en turc : Meryem Ana Doğuş Kilisesi, ou Santa Maria İtalyan latin Katolik Kilisesi, et en italien : Convento della Natività della Beata Vergine Maria di Büyükdere) est une église catholique située à Istanbul, en Turquie. L'église est située dans le quartier de Büyükdere du district de Sarıyer, le long du Bosphore sur la rive européenne.

## Histoire

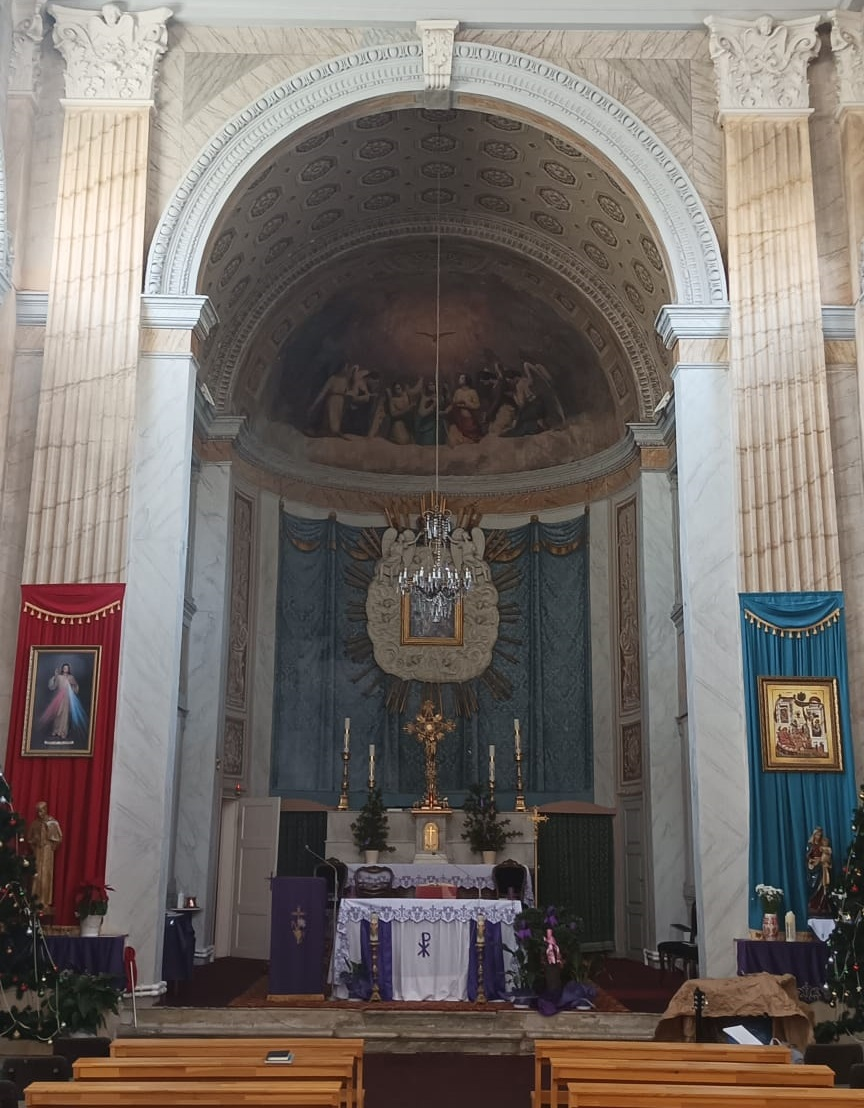
Vue de la nef de l'église, décembre 2023.

La construction de l'église commence en 1864 et elle est ouverte au culte en 1866, par des prêtres franciscains. Elle est dédiée à la Vierge Marie. Le bâtiment a été conçu par l'architecte suisse Gaspare Fossati (1809-1883). L'orgue de l'église, construit par Rieger Orgelbau et initialement apporté en 1875 pour la chapelle du lycée français Notre-Dame de Sion d'Istanbul, est installé en 1914.
L'église est toujours animée par des Frères mineurs conventuels, qui gère également l'église Saint-Antoine-de-Padoue d'Istanbul, située sur l'avenue İstiklal.
Le dimanche 28 janvier 2024, vers 11h40, deux hommes masqués pénètrent dans l'église pendant la messe et ouvrent le feu sur l'assemblée. Environ 35 à 40 personnes se trouvent alors dans l'église et se jettent à terre. Tuncer Cihan, 52 ans, est tué dans la fusillade. Selon une déclaration du ministre de l'Intérieur Ali Yerlikaya, les suspects sont des membres de l'organisation terroriste État Islamique, laquelle revendique l'attaque. L'un est d'origine tadjike et l'autre russe.

## Architecture
L'église à deux étages suit un plan basilical et est de style néoclassique. L'autel, le tabernacle et les murs intérieurs de l'église présentent de nombreuses peintures à l'huile d'art marial.

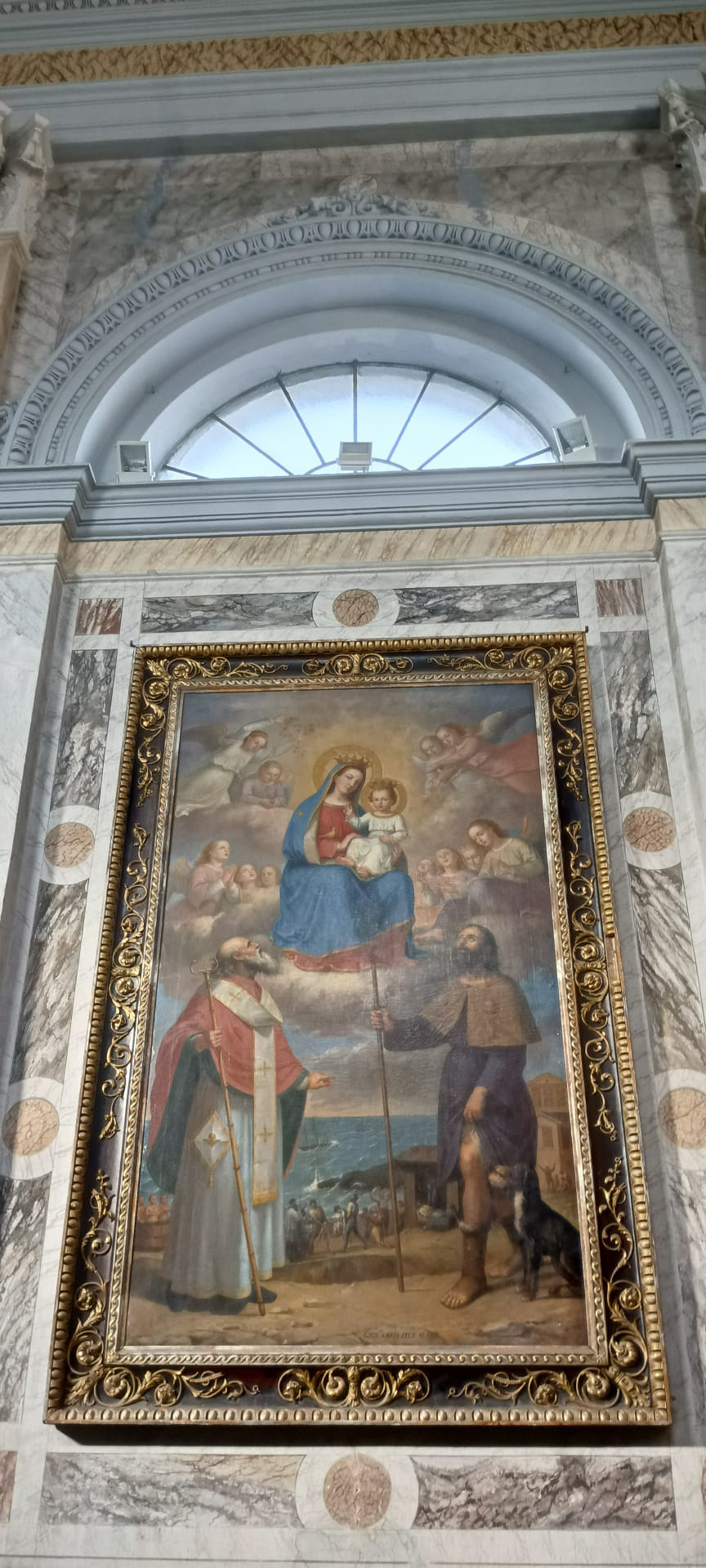
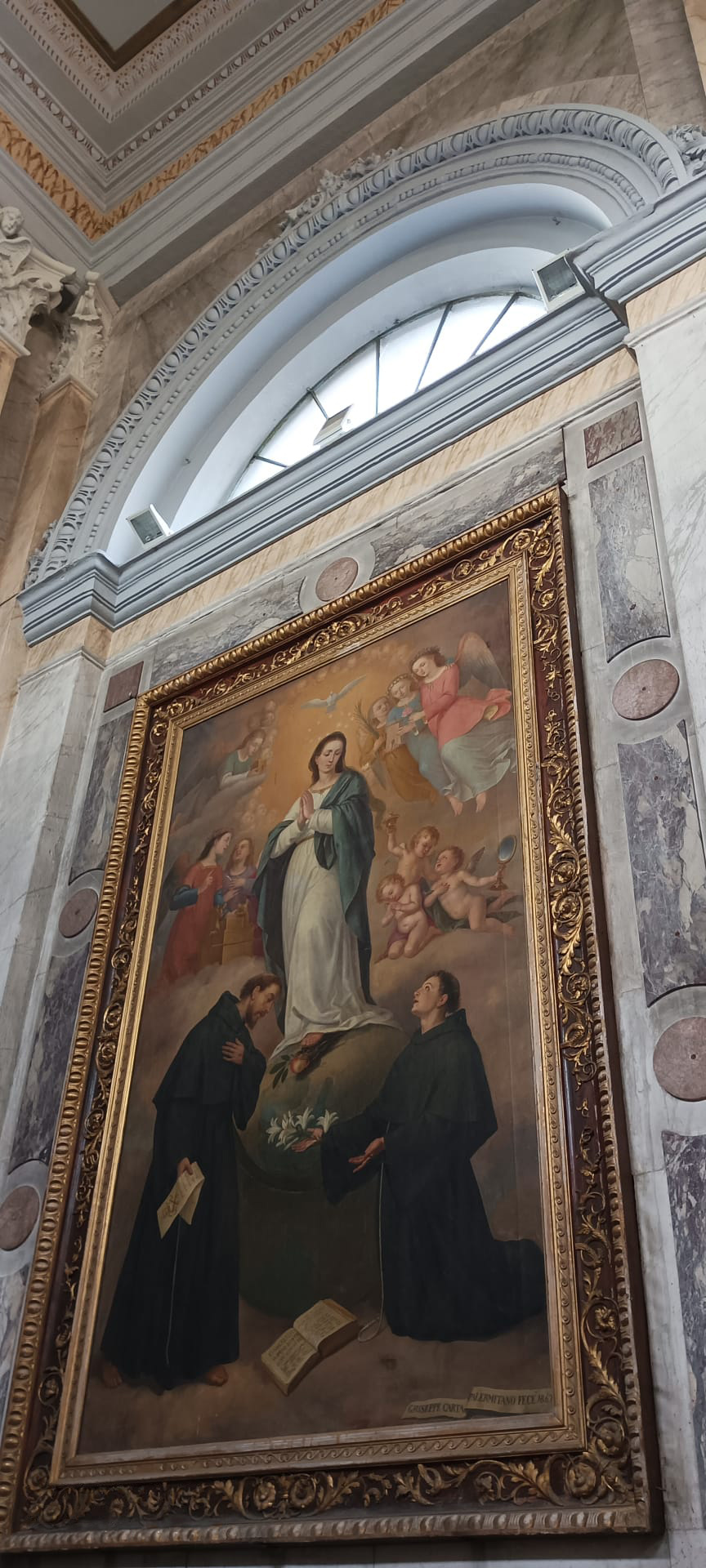
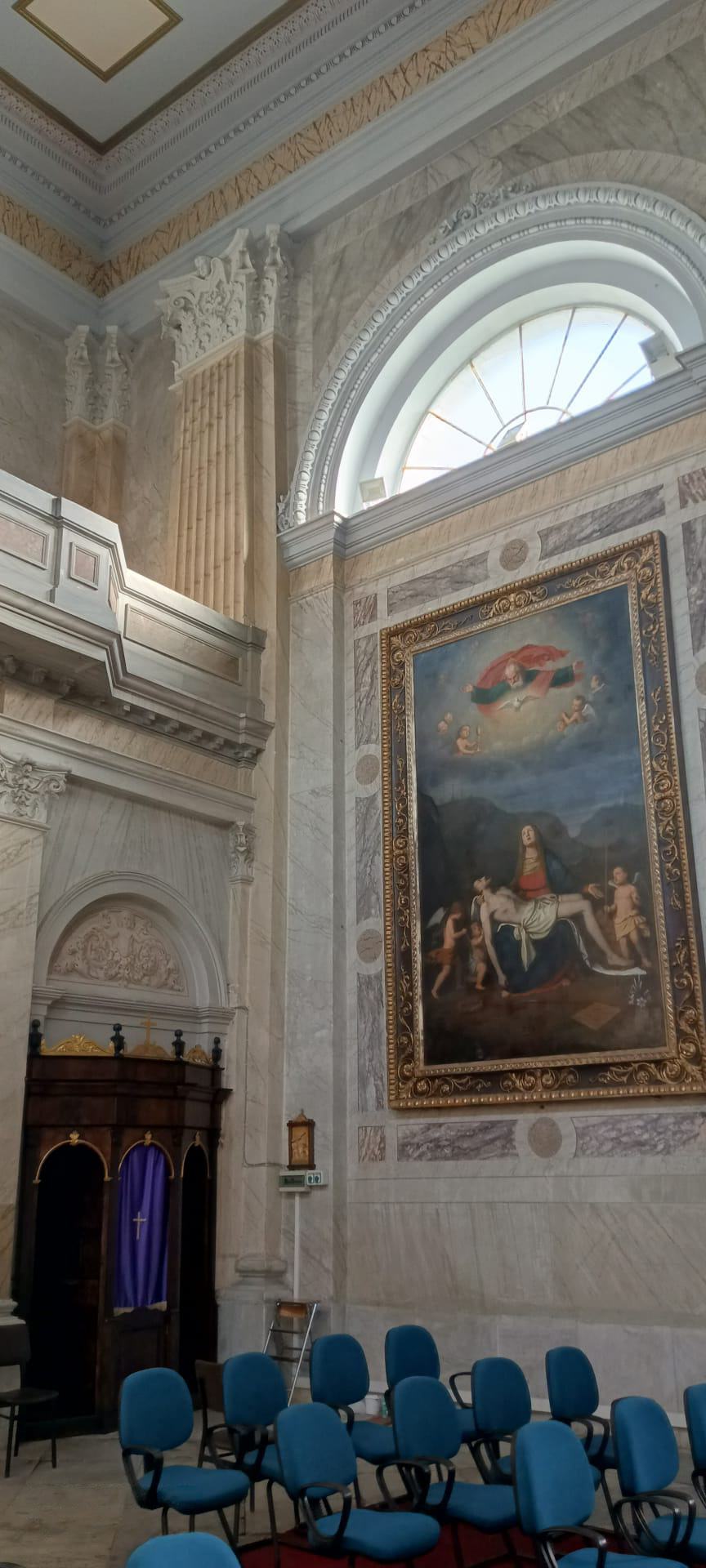